# Нуева Еспарта
Нуева Еспарта (шп. Estado Nueva Esparta) једна је од 23 државе у Боливарској Републици Венецуели. Главни град је Ла Асунсион. Ова савезна држава покрива укупну површину од 1.150 км² и има 462.480 становника (2011).
Налази се на североисточној карипској обали Венецуеле и то је најмања и једина острвска држава у Венецуели. Нуева Еспарта (нова Спарта) име је добила због јунаштва које су њени становници показали за време Рата за независност Венецуеле, поредећи се са јунаштвом спартанских војника античке Грчке. Главно острво је Маргарита које има површину од 934 км². Маргарита је једно од најпопуларнијих туристичких дестинација у Венецуели. Да би се привукли туристи острво је проглашено као слободна економска зона, што га чини погодним за куповину на њему.
Главни град Нуеве Еспарте је Ла Асунсион, али главни урбани центар је Порламар. Други важни градови за острво су Хуан Гријего, Пампатар (центар лучке управе), Пунта де Пиједрас, Сан Хуан Баутиста, Геварас, Хернандез, Виља Роса, Бела Виста (Маргарита), Ваље дел Еспириту Санто.

## Галерија
- Водена плажа на острву Маргарита